# Kubanische Verfassung von 1940
Die Kubanische Verfassung von 1940 wurde während der Präsidentschaft von Federico Laredo Brú verabschiedet. Sie war durch jene kollektivistischen Ideen beeinflusst, die auch die kubanische Revolution von 1933 inspirierte. Sie war weithin als eine der progressivsten Verfassungen der damaligen Zeit anerkannt. Sie sprach sich für Landreform, Allgemeine Schulpflicht, Mindestlohn und viele weitere linke Ideen aus. Sie bestand aus 286 Artikeln in 19 Abschnitten und benötigte sechs Monate bis zur Fertigstellung.
Die Verfassung von 1940 bestimmte (a) die Wahl als Recht, Pflicht und Zweck des Volkes, billigte (b) die gebildete (republikanische, demokratische und repräsentative) Regierung, bestätigte (c) die individuellen Rechte, wie das Recht auf privates Eigentum und führte (d) den Begriff der Gesellschaftlichen Rechte ein.
Zwar bestand mit der 1940er Verfassung weiterhin die dreiteilige Gliederung der Regierung, jedoch mit einigen augenfälligen Unterschieden: Zum einen wurde die Funktion des Premierministers eingeführt, die Exekutive wurde in eine semi-parlamentarische Form umgewandelt, was bedeutete, dass die Hälfte der Minister gleichzeitig Kongressabgeordnete sein konnten und außerdem die Zusammensetzung des Kongresses dahingehend geändert wurde, dass nun pro Provinz auf jeden 35.000-sten Einwohner, plus einen zusätzlichen bei einem Rest von 17.500 oder mehr, ein Kongressabgeordneter sowie neun Senatoren kamen.
Die Verfassung von 1940 bestimmt die Macht und Unabhängigkeit der Justiz. Die Judikative blieb autonom und bekam das Recht, Richter und Staatsanwälte zu benennen. Wie schon in der Verfassung von 1901 festgelegt und es beispielsweise auch in der US-Verfassung geschrieben steht, werden die Richter des obersten Gerichtshofs vom Präsidenten benannt und vom Senat bestätigt. Zusätzlich installierte die 1940er Verfassung ein Verfassungsgericht, „Gericht über verfassungsrechtliche und soziale Garantien von Kuba“ (span.: Tribunal de Garantías Constitucionales y Sociales de Cuba) unter der Gerichtsbarkeit des Obersten Gerichts. Das Verfassungsgericht war befugt, Beschwerden bezüglich Fragen des Arbeits- und Verfassungsrechts zu behandeln und Rechtsmittel gegen deren Verletzung festzulegen.
Die Verfassung von 1940 schaffte die Provinzregierungen ab. Die Provinzräte überlebten, bestanden jedoch nun aus den Bürgermeistern der zu der jeweiligen Provinz zugehörigen Municipios. Der Provinzgouverneur hatte nicht mehr das Recht, die Bürgermeister abzusetzen, stattdessen wurde den Verwaltungen der Municipios die Möglichkeit eröffnet, lokale Steuern zu erheben. Öffentliche Budgets und Ausgaben auf allen Ebenen wurden unter die Aufsicht des neu geschaffenen Gerichtshofs für öffentliche Verwaltung gestellt. Auch ein Gericht für öffentliche Arbeiten wurde geschaffen.
Die Klausel zur Änderung der Verfassung war recht rigide formuliert: Im Abschnitt XIX, Artikel 285 (a–b) wurde festgelegt, dass nur eine Verfassunggebende Versammlung den Text der Verfassung ändern könne. Der Kongress hatte jedoch das Recht, kleinere Änderungen am Verfassungsdokument vorzunehmen. Dies war jedoch an folgende Bedingungen geknüpft: (a) ein entsprechendes Quorum, (b) eine 2/3-Mehrheit und (c) die Bestätigung an zwei aufeinanderfolgenden Zusammenkünften der verfassunggebenden Versammlung („doble consideración“). Des Weiteren konnte Kubas 1940er Verfassung per Volksentscheid geändert werden.
Eine der bemerkenswertesten Änderungen in der Verfassung von 1940 gegenüber der von 1901 war die Hinzufügung von Artikeln, die verfassungsrechtlichen Schutz hinsichtlich Familie, Kultur, Eigentum und Arbeit regelt. Ohne bestehende verfassungsrechtliche Traditionen hinsichtlich sozialer Rechte holten sich Väter der Verfassung Ideen in Deutschlands Weimarer Verfassung und Spaniens Verfassung der Zweiten Republik. Sie hatte nur 12 Jahre Bestand.
Nach Batistas Staatsstreich im Jahre 1952 wurden Teile der Verfassung außer Kraft gesetzt. Vor dem Triumph der kubanischen Revolution versprach Fidel Castro zusammen mit anderen Revolutionären im Manifest der Sierra Maestra, dass es ihr Hauptziel sei, die Verfassung von 1940 wiederherzustellen. Sie brachen jedoch ihr Versprechen, als sie an der Macht waren.

## Die Unterzeichner der Verfassung
Die Verfassung haben die folgenden Persönlichkeiten unterzeichnet:
- Carlos Márquez Sterling y Guiral, Präsident der Verfassunggebenden Versammlung
- Alberto Boada Miguel, Sekretär der Verfassunggebenden Versammlung
- Emilio Núñez Portuondo, Sekretär der Verfassunggebenden Versammlung
- Salvador Acosta Casares
- Francisco Alomí y Álvarez de la Campa
- Rafael Álvarez González
- José R. Andréu Martínez
- Manuel Benítez González
- Antonio Bravo Acosta
- Antonio Bravo Correoso
- Fernando del Busto Martínez
- Juan Cabrera Hernández
- Miguel Calvo Tarafa
- Ramiro Capablanca Graupera
- José Manuel Casanova Diviño
- César Casas Rodríguez
- Romárico Cordero Garcés
- Ramón Corona García
- Felipe Correoso y del Risco
- José Manuel Cortina García
- Miguel Coyula Llaguno
- Pelayo Cuervo Navarro
- Eduardo Chibás Rivas
- Francisco Dellundé Mustelier
- Mario E. Díhigo
- Arturo Don Rodríguez
- Manuel Dorta Duque
- Nicolás Duarte Cajides
- Mariano Esteva Lora
- José A. Fernández de Castro
- Orestes Ferrara Marino
- Simeón Ferro Martínez
- Manuel Fuego Suárez
- Adriano Galano Sánchez
- Salvador García Agüero
- Félix García Rodríguez
- Quintín Jorge Vernot
- Ramón Granda Fernández
- Ramón Grau San Martín
- Rafael Guas Iclán
- Alieda Hernández de la Barca
- Alfredo Hornedo Suárez
- Francisco Ichazo Macías
- Felipe Jay Raoulx
- Emilio A. Laurent Dubet
- Amaranto López Negrón
- Jorge Mañach Robato
- Juan Marinello Vidaurreta
- Antonio Martínez Fraga
- Joaquín Martínez Sáenz
- Jorge A. Mendigutía Silveira
- Manuel Mesa Medina
- Joaquín Meso Quesada
- Gustavo Moreno Lastres
- Eusebio Mujal Barniol
- Delio Núñez Mesa
- Emilio Ochoa Ochoa
- Manuel A. Orizondo Caraballé
- Manuel Parrado Rodés
- Juan B. Pons Jané
- Francisco José Prieto Llera
- Carlos Prío Socarrás
- Santiago Rey Perna
- Mario Robau Cartaya
- Blas Roca Calderio
- Primitivo Rodríguez Rodríguez
- Esperanza Sánchez Mastrapa
- Alberto Silva Quiñones.
- César Vilar Aguilar
- Fernando del Villar de los Ríos
- María Esther Villoch Leyva